# Çukurca
Çukurca (Kurdisch: Çelê) ist eine Stadt und ein Landkreis der türkischen Provinz Hakkari im Südosten der Türkei. Die Stadt liegt etwa 35 Kilometer (78 Straßenkilometer) südlich der Provinzhauptstadt Hakkâri. Der ursprüngliche Name von Çukurca lautete Çal.
Der Landkreis Çukurca liegt im Westen der Provinz und grenzt im Norden an den zentralen Landkreis (Merkez) und im Südosten an den Kreis Yüksekova. Im Westen hat er die Provinz Şırnak als Nachbarn, im Süden den Irak.
Çukurca wurde 1953 durch das Gesetz Nr. 6068 ein Landkreis. Davor war Çukurca ein Bucak im zentralen Landkreis (Merkez Ilçe) der Provinzhauptstadt Hakkâri (1945: 3811, 1950: 4693 Einw.). Neben der Kreisstadt besteht der Kreis aus acht Dörfern (Köy) mit durchschnittlich 909 Bewohnern. Gündeş (2506) und Çığlı (2114) haben mehr als 1000 Einwohner. Mit 22 Einwohnern je Quadratkilometern hat der Kreis die geringste Bevölkerungsdichte der Provinz.

## Geschichte
Am Morgen des 19. Oktober 2011 kamen bei einem Angriff der Arbeiterpartei Kurdistans (PKK) im Zuge des Türkei-PKK-Konflikts auf einen türkischen Militärposten in Çukurca an der Grenze zum Irak 24 Soldaten ums Leben und 18 wurden verwundet. Der Angriff war der verlustreichste für die türkische Armee seit 1993. Als direkte Reaktion darauf drangen türkische Kommandoeinheiten in Bataillonsstärke in den Nordirak ein.